# جنوب غوا
جنوب غوا رمزها «SG» (بالإنجليزية: South  Goa)‏ ، هو تقسيم إداري لدولة الهند تتبع ولاية غوا (بالإنجليزية: Goa)‏ ، مركزها هو مدينة مارجاو (بالإنجليزية: Margao)‏ عدد سكانها حسب تعداد سنة 2001 هو 586,591 ، مساحتها 1,966 كم² وكثافة السكان 298 لكل كم² .